# 1,3,5-シクロヘキサトリエン

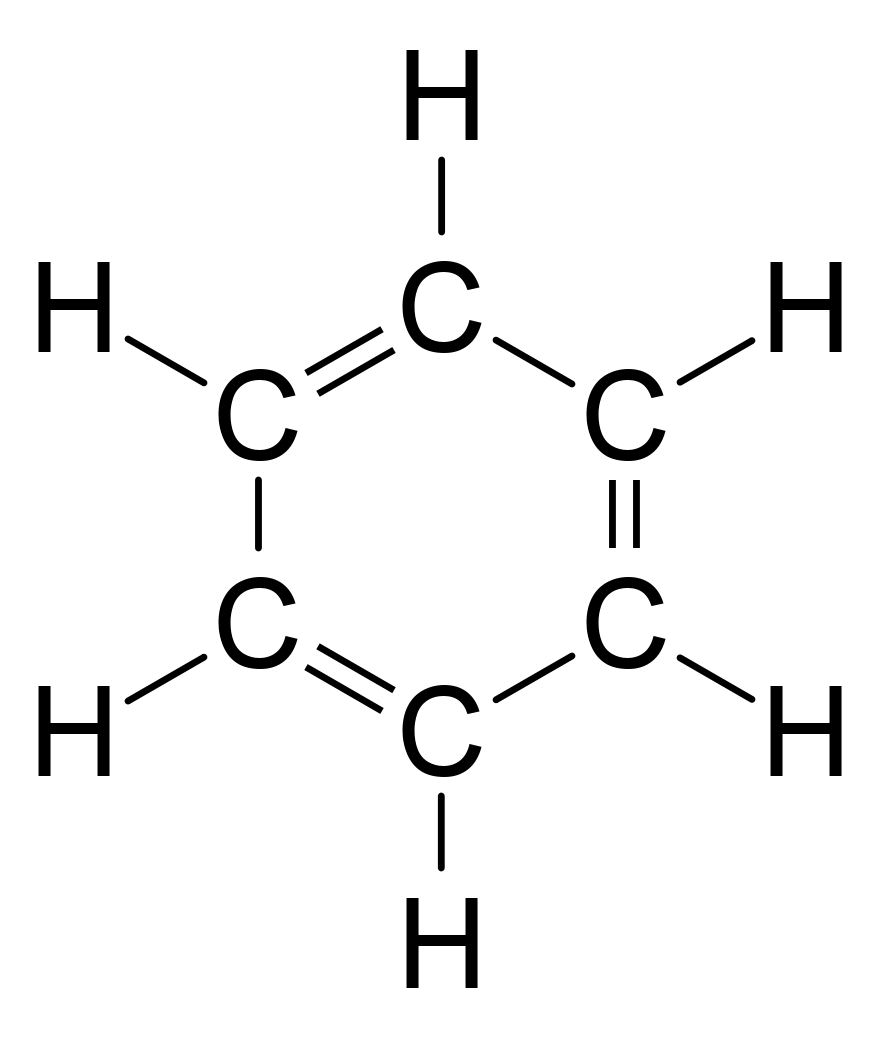
1,3,5-シクロヘキサトリエンを仮想したときの分子構造

1,3,5-シクロヘキサトリエン (1,3,5-cyclohexatriene) は、ベンゼンが共鳴構造をとらず、電子が局在化していると仮定したときの、仮想の物質である。一般的なアルケンの性質から置換反応ではなく付加反応を起こしやすく、またC-C結合が二重結合と単結合の2種類存在し、オルト二置換体が2種類生成するなどの性質が予想される。しかし、ベンゼンはこれらの性質を示さず、すべてのC-C結合は等価であることが明らかになり、電子が非局在化した共鳴構造モデルが考案された。
シクロヘキセンから予想される水素化の反応熱は −358.86 kJ/mol (= −119.62 × 3 kJ/mol) であり、実測されたベンゼンの水素化反応熱 −208.36 kJ/mol との差、約 150 kJ/mol がベンゼンの共鳴エネルギーであると見積もられた。
ベンゼン環とシクロブタジエン環が120度曲がりながら、交互にらせん状につながった分子であるヘリフェン (heliphene) においては、末端から偶数番目のベンゼン環は芳香族性を失い1,3,5-シクロヘキサトリエンになっている。
ベンゼン環を記述する際、1,3,5-シクロヘキサトリエンの構造を描くのは正確ではないが、反応機構の考察に有用であるなどの理由により多くの場合1,3,5-シクロヘキサトリエンとして描かれる。